# Transwarp
Een transwarpknoop is een begrip uit het Star Trekuniversum. 
De transwarpknoop is een van de belangrijkste, zo niet hét belangrijkste tactische voordeel van de Borg. Hiermee heeft de Borg snelle routes naar alle vier de kwadranten. Met een transwarprad kan het Collectief vrijwel overal schepen plaatsen binnen enkele minuten. De Borg bezit er zes van.
Het is een gigantisch complex met duizenden routes. De structuur van de knoop wordt gedragen door series van interspatiale spaken, de schilden worden geregeld vanuit de Centrale Nexus door de Koningin zelf.
De U.S.S. Voyager is zo'n transwarpknoop tegengekomen, in een nevel in vak 986 (Borg-benaming). Met het plan om Voyager thuis te krijgen in het Alfakwadrant en tegelijkertijd de Borg een klap te geven, ging Voyager de knoop binnen bij opening 823, door het transwarpcorridor 09, om vlak daarna het routenetwerk te vernietigen.
Een vergelijkbare techniek is de 'quantum slipstream-technologie'. Deze techniek staat bij de Federatie (ten tijde van U.S.S. Voyager) in de kinderschoenen. Deze techniek lijkt op het transwarptunnelsysteem van de Borg: in de kunstmatig aangebrachte subruimtetunnel gelden de normale beperkingen van subruimtereizen niet en kunnen schepen die met transwarp zijn uitgerust snelheden bereiken die zeker twintigmaal hoger liggen dan de maximale warp van Starfleet. Hoewel deze techniek nog niet gangbaar is, hebben starfleetschepen de transwarp af en toe nagebootst door een tunnel te openen met een sterke gecodeerde tachyonstraal.